# Wavrans-sur-Ternoise
Wavrans-sur-Ternoise là một xã ở tỉnh Pas-de-Calais, vùng Hauts-de-France của Pháp.

## Địa lý
Wavrans-sur-Ternoise có cự ly khoảng 28 dặm (45,1 km) về phía tây bắc Arras, tại giao lộ của các tuyến đường D343 và đường D99, hai bên bờ sông Ternoise.

## Dân số
| 1962                                                         | 1968 | 1975 | 1982 | 1990 | 1999 | 2006 |
| ------------------------------------------------------------ | ---- | ---- | ---- | ---- | ---- | ---- |
| 218                                                          | 231  | 206  | 200  | 177  | 201  | 218  |
| Số liệu điều tra dân số từ năm 1962: Dân số không tính trùng |      |      |      |      |      |      |

## Địa điểm nổi bật
- Nhà thờ St.Martin, thế kỷ 16.